# Takt
Takt je metrična enota v glasbi, ki se v notni pisavi loči od drugih taktov z navpično črto, imenovano taktnica. Takt je sestavljen iz posameznih delov, ki se imenujejo dobe.
Dobe se lahko delijo na še manjše ritmične enote, prav tako pa se lahko združijo v eno. Te ritmične enote ali  ritmične vrednosti, vključujoč note in pavze, morajo v vsakem taktu ustrezati vsoti, ki je določena na začetku skladbe oziroma na začetku posameznega segmenta skladbe, kjer se dikcija takta spremeni. Npr. 3/4 (tri-četrtinski) takt mora vsebovati 1/4 + 1/4 + 1/4 (tri četrtinke) ali pa šest osmink ipd. Takt je označen z ulomkom, pri katerem je v števcu označeno število dob, v imenovalcu pa vrednost dobe, tj.  notna vrednost (osminka, četrtinka, polovinka itd). Glede na število v števcu so v klasični glasbi najpogosteje uporabljeni dvo-, tri-, štiri in šest-dobni takti. Vse dobe v taktu si sledijo v enakih časovnih intervalih, vendar niso enako metrično poudarjene. Prva je najbolj izrazita in zadnja najmanj. 